# Dylan Carlson
Dylan Carlson (31 de marzo de 1964) es el guitarrista, cantante, y único miembro constante de la banda de Drone doom, llamada Earth.
Carlson nació en Seattle, Washington, Estados Unidos. Su padre trabajó para el Departamento de Defensa y como resultado, de chico se trasladaba frecuentemente, viviendo en Filadelfia, Texas, Nuevo México, y Nueva Jersey, antes de volver al estado de Washington.
Se interesó en ser un músico de rock a los 15 años de edad, inspirado por bandas como Molly Hatchet, AC/DC, y Black Sabbath. También cita a The Melvins, y a los compositores La Monte Young y Terry Riley como las mayores influencias en su música. Fue en Olympia, Washington donde conoció a Slim Moon, Greg Babior, Dave Harwell y Joe Preston, con quien luego formaría Earth. Durante este tiempo, a menudo haría "collages sónicos" con su compañero Kurt Cobain, a quien había introducido a la heroína, y con Tobi Vail, futuro miembro de Bikini Kill. De 1991 hasta 1996, Earth tuvo una formación variable. Carlson atribuye su falta de discos de estudio (de larga duración) desde 1997 hasta el año 2005, debido a "problemas legales y con las drogas".
El propio Carlson ha desmentido varias veces que él comprara la escopeta con la que Kurt Cobain supuestamente se suicidó. Courtney Love, junto con los medios, se encargó de difundir el rumor. Dylan argumentó, además, que Cobain no tenía tendencias suicidas y que, en el caso de que las hubiera tenido, jamás le habría entregado una escopeta.
Carlson fue una de las tantas personas entrevistadas en el documental de Nick Broomfield, Kurt & Courtney (1998). Él dijo lamentar su aparición en la película, expresando "fui engañado por sus intenciones."

## Discografía Solista

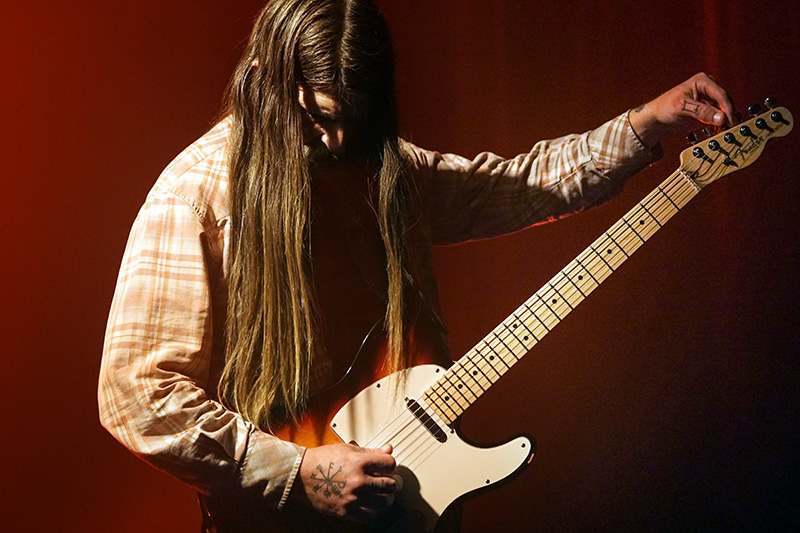
Dylan Carlson en el Festival Aarhus, Dinamarca 2018

- Gold (bajo el seudónimo Drcarlsonalbion) (2014)
- Falling with a 1000 Stars and other wonders from the House of Albion (con Coleman Grey) (2016)
- Conquistador (2018)